# Luís Salvador Efraín Salazar Arrué

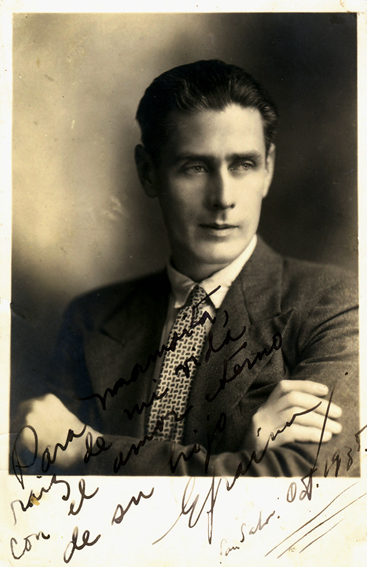
Luís Salvador Efraín Salazar Arrué (1935)

Luís Salvador Efraín Salazar Arrué, auch Salarrué, (* 22. Oktober 1899 in Sonsonate; † 27. November 1975 in Los Planes de Renderos San Salvador) war ein salvadorianischer Autor und Maler.

## Leben
Seine Eltern waren María Teresa Arrué und Joaquín Salazar Angulo.
Etwa 1915 besuchte er mit seinem Vetter, dem Karikaturisten Toño Salazar eine von Spiro Rossolino geleitete Zeichenschule. 1916 erhielt er von der Regierung Carlos Meléndez ein Stipendium.
Salazar ging zur Danville School in Virginia. Von 1916 bis 1919 studierte Salazar am Corcoran College of Art and Design in Washington, D.C. und kehrte anschließend nach El Salvador zurück. 1919 veranstaltete er in der Hisada's Galerie seine erste Bilderausstellung.
1919 war er Vertreter des Cruz Roja de El Salvador in San Marcos.
1922 heiratete er die salvadoreñische Malerin Zélie Lardé y Arthés. Ihre Töchter, welche ebenfalls bildende Künstlerinnen wurden, sind: María Teresa (Maya), Olga Teresa und Aída Estela. 1926 trat Salazar der Asociación de Periodistas de El Salvador bei. Von 1928 bis 1935 leitete er die Redaktion der Zeitung Patria von Alberto Masferrer und von Alberto Guerra Trigueros (1898–1950), die tägliche Illustrierte Vivir. Um die Seiten zu füllen, publizierte Salazar seine Cuentos de Cipotes, welche 1961 von Italo López Vallecillos in Buchform veröffentlicht wurden.

## La Casa del Escritor
2003 wurde sein Haus vom Consejo Nacional para la Cultura y las Artes de El Salvador (CONCULTURA) erworben und restauriert. Welches heute das La Casa del Escritor ein Projekt für junge Schriftsteller beherbergt.

## Veröffentlichungen
- El Cristo negro, Roman 1926
- El señor de La Burbuja, Roman 1927
- O'Yarkandal, Erzählung, 1929
- Remontando el Uluán, Erzählung, 1932
- Cuentos de barro, Erzählung, 1934[4]
- El libro desnudo, Erzählung, 1936
- Eso y más, Erzählung, 1940,
- Cuentos de cipotes bei der edición parcial 1943 und Gesamtausgabe 1961.[5]
- Trasmallo Erzählung, 1954
- La espada y otras narraciones Erzählungen, 1960
- La sed de Sling Bader Roman, 1971
- Catleya luna, Roman, 1974
- Mundo nomasito, Poesie, 1975

Die ersten Ausgaben von Cuentos de Cipotes wurden von seiner Frau Zélie Lardé illustriert und die folgenden von seiner Tochter Maya.
Einige Ausgaben der Cuentos de Barro enthalten Spontanillustrationen von José Mejía Vides.

## Sekundärliteratur
- Maria Tenorio, La alfarería de la cultura nacional Essay, 1999[6]